# Савельева, Людмила Васильевна
Людми́ла Васи́льевна Саве́льева (в девичестве Тихомирова) (14 января 1933, Ленинград — 12 мая 2016) — востоковед-индолог, специалист по языку гуджарати, научный редактор первого гуджарати-русского словаря.

## Биография
Родилась в городе Ленинграде, во время войны с 1941 по 1944 год вместе с матерью была в эвакуации в южном Казахстане в городе Чимкент.
В 1951 г. Л. В. Савельева поступила на Восточный факультет ЛГУ, отделение индийской филологии.
В 1956 г. окончила университет.
В 1958 г. Л. В. Савельева поступила в аспирантуру тогда ещё ЛО ИНА (Ленинградское отделение Института народов Азии) СССР, которую закончила в 1961 г. Научным руководителем Л. В. Савельевой был В. М. Бескровный.
1 декабря 1961 года зачислена в штат ЛО ИНА на должность научно-технического сотрудника, 1 октября 1962 г. она утверждена в должности младшего научного сотрудника.
Защитила диссертацию на соискание ученой степени кандидата филологических наук по теме «Исторические драмы Джайшанкара Прасада». 1 ноября 1968 г. освобождена от занимаемой должности по собственному желанию. Переехала в Москву, где сотрудничала в индийской редакции издательства «Прогресс».
В последние годы жизни проживала в Тарусе, где организовала индийский культурный центр.
Умерла 12 мая 2016 года.

## Публикации
- Язык гуджарати. Москва. 1965
- Гуджарати-русский словарь. В. В. Мамаева, под ред. Л. В. Савельевой. Москва. 1990